# Keystone Pipeline

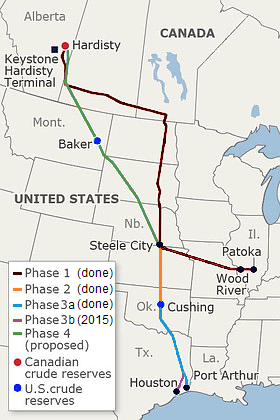
Keystone Pipeline

De Keystone Pipeline (voluit: Keystone Pipeline System, Nederlands: Keystone-pijpleidingsysteem) is een systeem van pijpleidingen voor het transport van synthetische aardolie en verdunde bitumen van de Athabasca-oliezanden in noordoost Alberta (Canada) naar verschillende locaties in de Verenigde Staten.
De olie wordt vanuit Canada vervoerd naar raffinaderijen in Illinois, het Cushing-oliedistributieknooppunt in Oklahoma en enkele, nog niet uitgevoerde, verbindingen aan de Golfkust van Texas. Het project bestaat uit de reeds bestaande Keystone Pipeline en Keystone-Cushing Extension en twee reeds voorgestelde verbindingen. Deze nog niet uitgevoerde delen worden aangeduid als Keystone XL Pipeline en het Golf Coast Project. Er zijn ook plannen om de Keystone XL-leidingen door te trekken naar Baker en Cushing.
Het Keystone XL-project wordt tegengehouden door rechtszaken, welke zijn aangespannen door olieraffinaderijen, milieuactivisten en enkele leden van het Amerikaanse Congres. Door het Amerikaanse ministerie van Buitenlandse Zaken werd in 2010 de beslissing of de leiding van nationaal belang was, uitgesteld tot november 2011. President Obama stelde de beslissing later opnieuw uit tot 2013. Hierdoor werd het besluit tot de aanleg van de leiding vertraagd. Twee jaar later wees het Amerikaanse ministerie van Buitenlandse Zaken de bouwvergunning voor de aanleg van de pijpleiding af. Op 24 januari 2017 tekende president Trump echter een decreet voor de versnelde aanleg van de pijpleiding.
Zijn opvolger Joe Biden schrapte de omstreden plannen voor de aanleg al op zijn eerste dag als president,  20 januari 2021.

## Zie ook

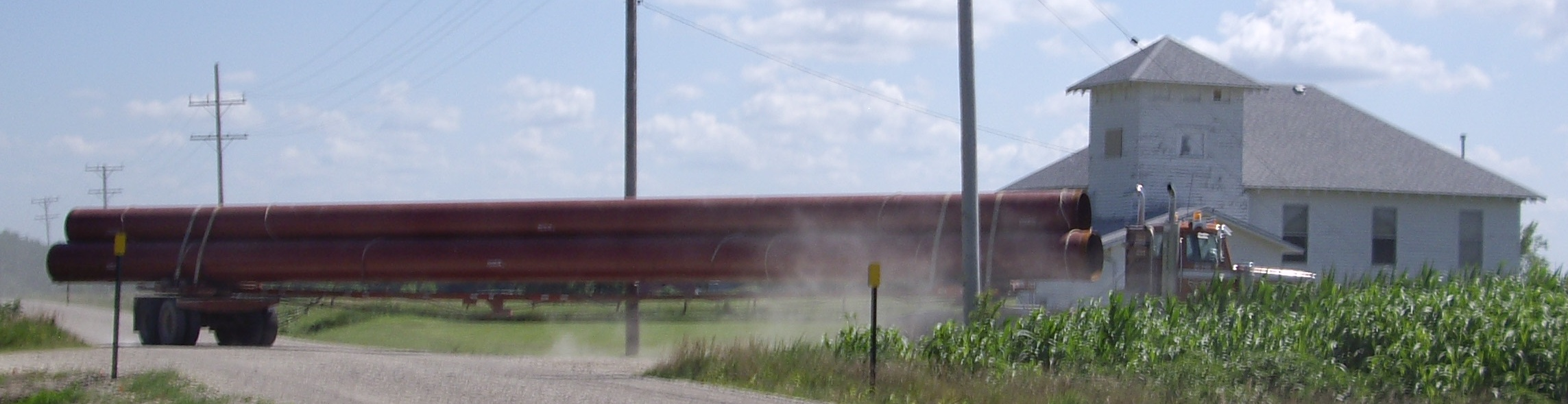
Truck met een onderdeel van de Keystone XL-leiding.
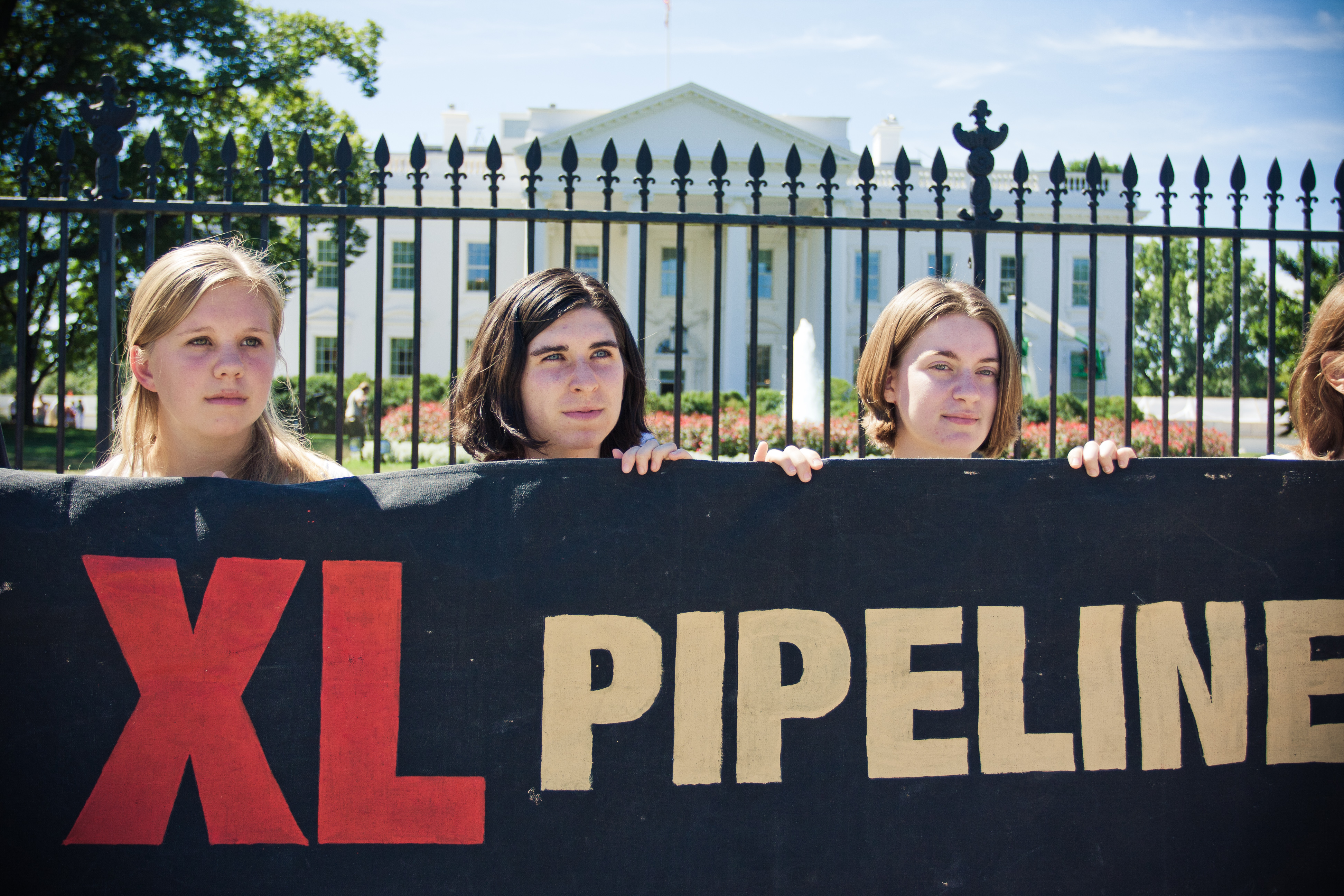
Demonstraties tegen Keystone XL voor het Witte Huis in augustus 2011.
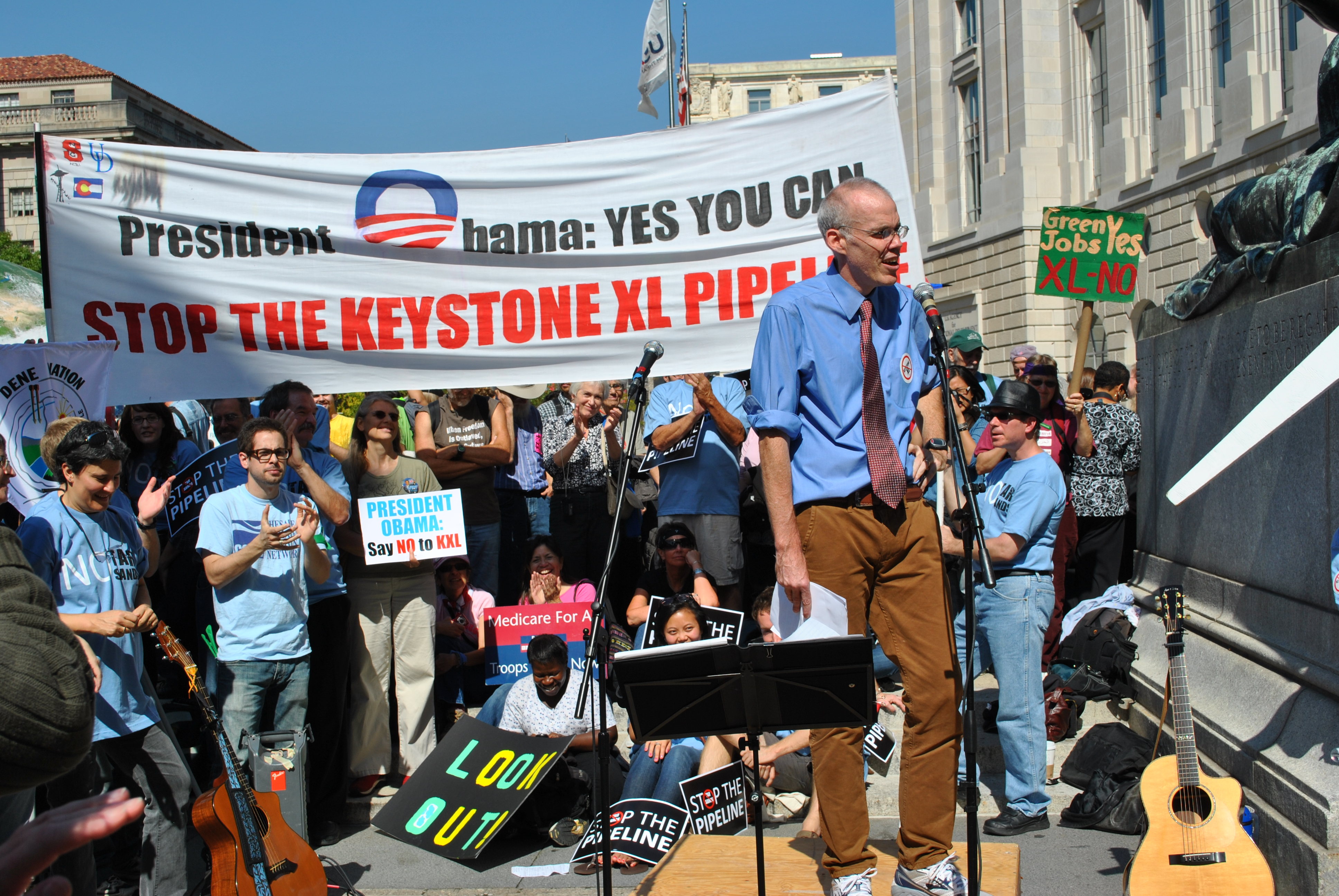
Bill McKibben, 2011
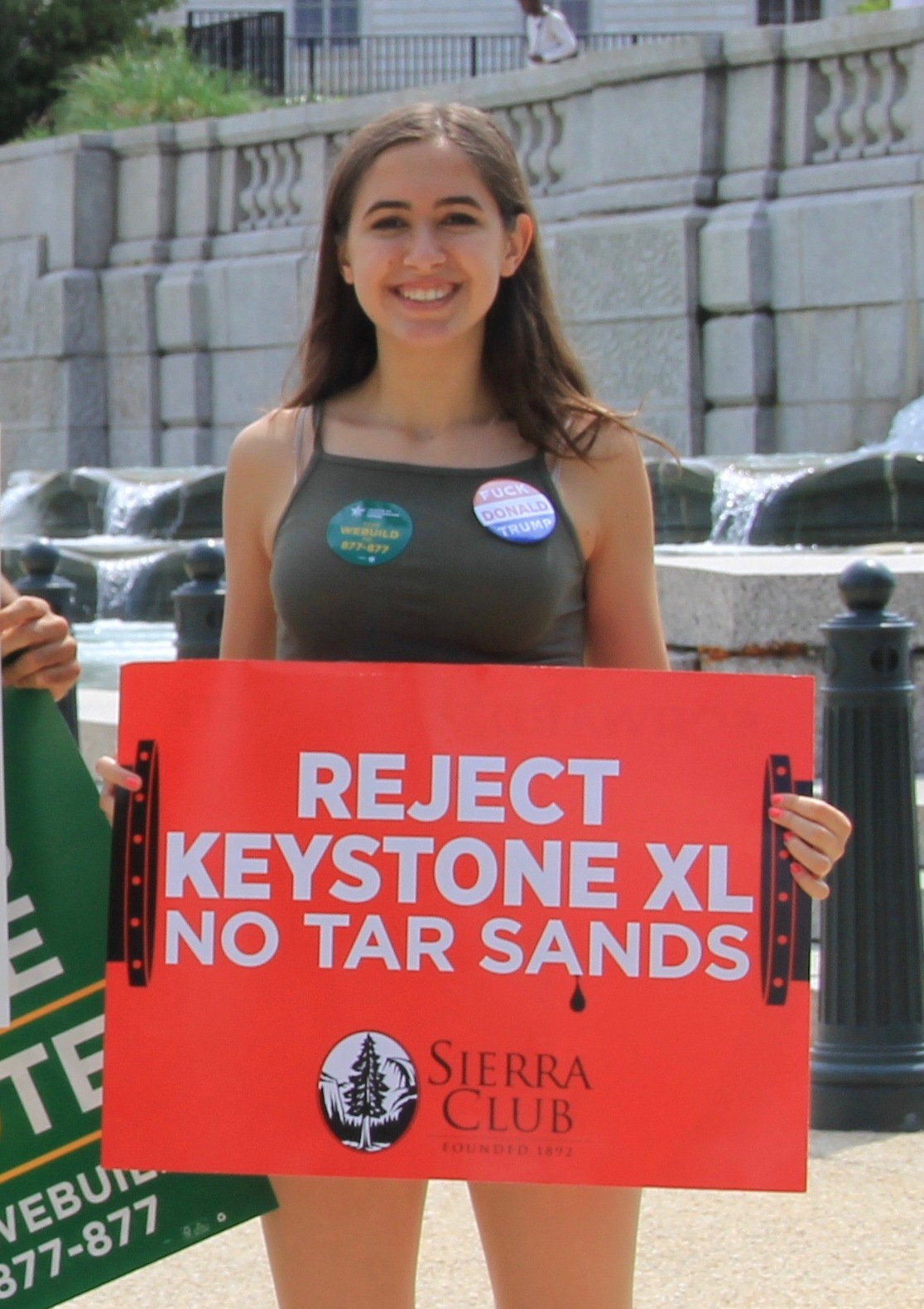
Washington Climate March, 2017